# ميدوسا (لوحة)

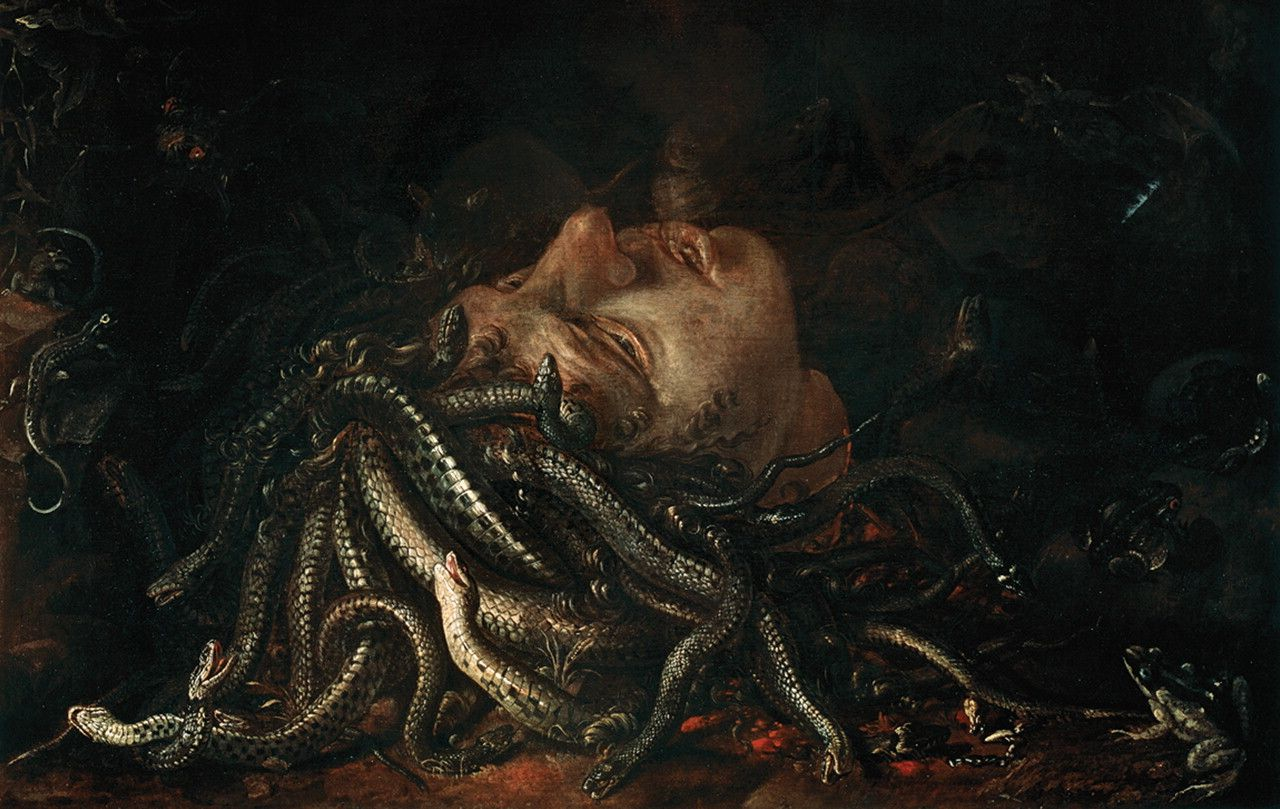
رأس ميدوسا عمل رسام فلمنكي حوالي العام 1600 ، معرض و متحف أوفيزي، فلورنسا، إيطاليا

ميدوسا هي واحدة من لوحتين وصفها جورجيو فاساري وتم نسبها إلى ليوناردو دا فينشي على أنها من بين الأعمال الأولى له. لم تعد أي من هذه اللوحتين موجودة في وقتنا الحالي.

## النسخة الأولى
في كتابه حياة أعظم الرسامين، النحاتين و المعماريين ، أوضح الرسام الإيطالي جورجو فازاري أن ليوناردو دا فينشي قام في أوائل حياته وبداية ممارسته للرسم في تصوير رأس ميدوسا كلوحة فنية مرسومة على درع خشبي.

يوجد لوحة ميدوسة في متحف سوسة(tunisie)

## لوحةأوفيزي
في 1782 للميلاد كتب لويجي انزي في سيرة ليوناردو دا فينشي أنه أثناء بحثه عن لوحات ليوناردو في معرض أوفيزي، اكتشف لوحة رأس ميدوسا والتي نسبت خطأ إلى ليوناردو، على أساس وصف فاساري في مذكرات ليوناردو للنسخة الثانية من هذه اللوحة.